# Musikjahr 1812
Liste der Musikjahre

◄◄ | ◄ | 1808 | 1809 | 1810 | 1811 | Musikjahr 1812 | 1813 | 1814 | 1815 | 1816 | ► | ►►

Weitere Ereignisse
Dieser Artikel behandelt das Musikjahr 1812.

## Ereignisse
- Am 29. November und 3. Dezember wird in der Winterreitschule der Wiener Hofburg das Händel-Oratorium Timotheus aufgeführt. Der Erlös der beiden Konzerte soll der von Joseph Sonnleithner neugegründeten Gesellschaft der Musikfreunde in Wien zugutekommen.

### Instrumental und Vokalmusik (Auswahl)
- Ludwig van Beethoven: Fertigstellung der 7. Sinfonie A-Dur op. 92 (die Uraufführung erfolgt im Jahr 1813); Violinsonate Nr. 10 G-Dur, op. 96; König Stephan op. 117 (Festspielmusik); Die Ruinen von Athen op. 113 (fertiggestellt 1811, uraufgeführt am 9. Februar 1812 zusammen mit König Stephan)
- Antonio Salieri: Domine, Dominus noster G-Dur für vierstimmigen Chor und Orchester; Magna opera Domini C-Dur für vierstimmigen Chor und Orchester
- Johann Simon Mayr: Messe für Novara
- Carl Maria von Weber: Klavierkonzert Nr. 2 Es-Dur op. 32; Klaviersonate Nr. 1 C-Dur op. 24
- Gioachino Rossini: Dalle quiete e pallid’ ombre (Kantate)
- Johann Ladislaus Dussek: 2 Sonaten für Klavier, Violine und Kontrabass Es, B (unvollendet); L’invocation, Sonate in F op. 77
- Ferdinand Ries: Sinfonie Nr. 1 op. 23, Uraufführung am 4. Oktober in Leipzig; Konzert Nr. 3 für Pianoforte und Orchester cis-Moll op. 55
- Andreas Romberg: Symphonie Nr. 3 C-Dur op. 33; Violinkonzert XVI a-Moll
- Franz Schubert: Klaviertrio B-Dur D 28; Streichquartett Nr. 2 in C-Dur

### Musiktheater
- 07. Januar: Uraufführung der komischen Oper L’Homme sans façon ou Les Contrariétés von Rodolphe Kreutzer an der Opéra-Comique in Paris
- 08. Januar: Uraufführung der Oper L’inganno felice (dt. Die glückliche Täuschung) von Gioachino Rossini in Venedig.
- 09. Februar: Das Deutsche Theater in der ungarischen Stadt Pest wird mit zwei Stücken von August von Kotzebue eröffnet (Ungarns erste Wohlthäter und Die Ruinen von Athen), zu denen Ludwig van Beethoven die Musik schrieb.
- 08. März: Uraufführung der Operette Feodore von Conradin Kreutzer in Stuttgart

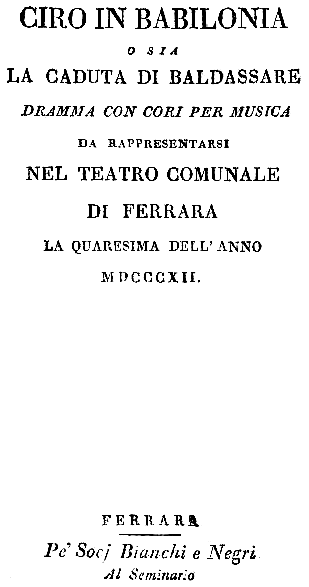
Gioachino Rossini – Ciro in Babilonia – Titelseite des Librettos, Ferrara 1812

- 14. März: Uraufführung der Oper Ciro in Babilonia von Gioachino Rossini in Ferrara
- 30. März: Uraufführung der Oper Conradin von Schwaben von Conradin Kreutzer in Stuttgart
- 04. April: Die Oper Johann von Paris von François-Adrien Boieldieu auf das Libretto von Claude Godard D’Aucourt de Saint-Just hat ihre Uraufführung an der Opéra-Comique in Paris.
- 09. Mai: La scala di seta (Die seidene Leiter), eine Farsa comica in einem Akt von Gioachino Rossini wird im Teatro San Moisè in Venedig uraufgeführt.
- 18. Mai: Uraufführung der Oper Demetrio e Polibio von Gioachino Rossini in Rom
- 26. September: Uraufführung der Oper La pietra del paragone von Gioachino Rossini am Teatro alla Scala in Mailand
- 24. November: Uraufführung der Oper L’occasione fa il ladro von Gioachino Rossini am Teatro San Moisè in Venedig
- 26. Dezember: Uraufführung der Oper Tamerlano von Johann Simon Mayr an der Scala in Mailand

Weitere Uraufführungen
- Louis Spohr: Das Jüngste Gericht, (Oratorium)
- Giacomo Meyerbeer: Jephthas Gelübde (Oper), uraufgeführt in München
- Étienne-Nicolas Méhul: Sésostris (tragische Oper in drei Akten) (unvollständig)
- E. T. A. Hoffmann: Aurora (Oper)
- Joseph Weigl: Franziska von Foix (Oper in drei Akten)
- Louis Emmanuel Jadin: L’Auteur malgré lui ou La Pièce tombée (Oper in einem Akt)

Bemerkenswert ist die Tatsache, dass Gioachino Rossini in diesem Jahr gleich sechs Opern zur Uraufführung brachte (siehe oben).

## Geboren

### Geburtsdatum gesichert
- 14. Januar: Karl Graedener, deutscher Komponist († 1883)
- 18. Februar: Wilhelm Rütter, Orgelbauer († 1887)
- 19. Februar: Lauro Rossi, italienischer Komponist († 1885)
- 14. März: Karl Appel, deutscher Violinist und Komponist († 1895)
- 04. April: Giuseppe Gebler, rumäniendeutscher Komponist († um 1879)
- 05. April: Dávid Ridley-Kohne, ungarischer Geiger, Komponist, Konzertmeister und Musikpädagoge († 1892)
- 06. April: Gawriil Lomakin, russischer Komponist († 1885)
- 23. April: Louis-Antoine Jullien, französischer Komponist und Dirigent († 1860)

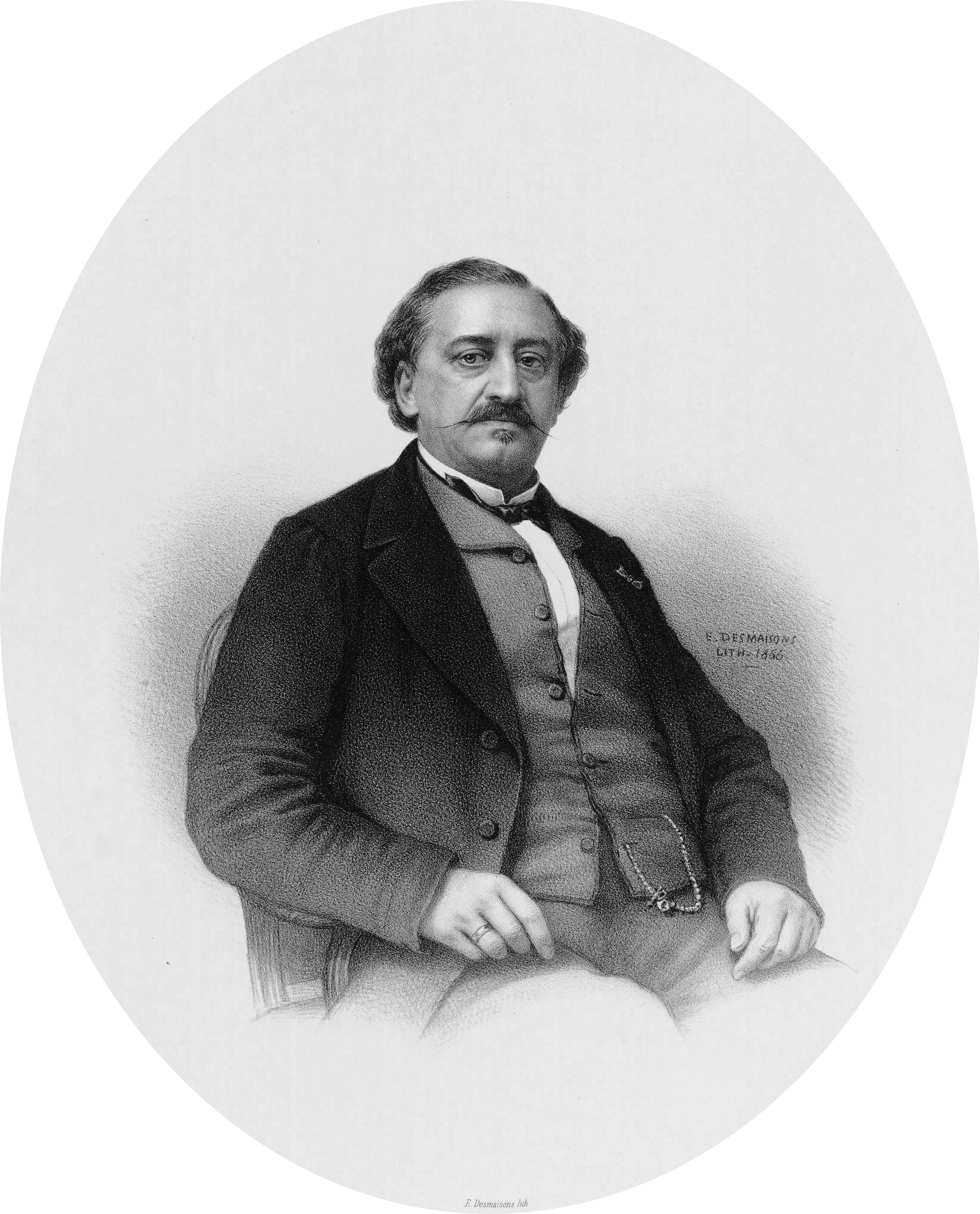
Friedrich von Flotow; * 27. April

- 27. April: Friedrich von Flotow, deutscher Opernkomponist († 1883)
- 14. Mai: Emilie Mayer, deutsche Komponistin († 1883)
- 20. Mai: Gustaf Adolf Mankell, schwedischer Organist und Komponist († 1880)
- 23. Mai: Franz Botgorschek, österreichischer Flötist († 1882)
- 06. Juni: Ernst Maschek, Violinist, Dirigent und Komponist († 1879)
- 17. Juni: Manuel Antonio Carreño, venezolanischer Musiker, Pädagoge, Außen- und Finanzminister († 1874)
- 21. Juni: Félix Danjou, französischer Organist, Komponist und Musikwissenschaftler († 1866)
- 17. September: Félix Bovie, belgischer Landschaftsmaler und Chansonnier antiklerikaler Lieder († 1880)
- 18. September: Friedrich Schmitt, deutscher Sänger und Gesangslehrer († 1884)
- 13. Oktober: Franz Rieger, Orgelbaumeister und Firmengründer († 1885)
- 30. Oktober: Karl Emanuel Klitzsch, deutscher Organist, Komponist und Musikschriftsteller († 1889)
- 31. Oktober: Claudio S. Grafulla, spanischstämmiger US-amerikanischer Komponist, Arrangeur und Dirigent († 1880)
- 06. November: Moritz Mildner, böhmischer Violinist, Orchesterleiter und Leiter des Prager Konservatoriums († 1865)
- 28. November: Ludvig Mathias Lindeman, norwegischer Komponist († 1887)
- 14. Dezember: Isidor Dannström, schwedischer Komponist († 1897)
- 18. Dezember: Wiktor Każyński, polnischer Komponist († 1867)
- 26. Dezember: Wilhelm Volckmar, deutscher Orgelvirtuose und Komponist († 1887)
- 28. Dezember: Julius Rietz, deutscher Dirigent, Kompositionslehrer und Komponist († 1877)

### Genaues Geburtsdatum unbekannt
- Abel Comte d’Adhémar, französischer Komponist und Pianist († 1851)

## Gestorben

### Todesdatum gesichert
- 15. Januar: Johannes Herbst, deutsch-amerikanischer Theologe, Bischof der Brüder-Unität und Komponist (* 1735)
- 09. Februar: Franz Anton Hoffmeister, deutscher Komponist (* 1754)
- 20. März: Johann Ladislaus Dussek, tschechischer Pianist und Komponist (* 1760)
- 28. April: Johann Nepomuk Franz Seraph Rainprechter, deutsch-österreichischer Komponist (* 1752)
- 13. Mai: Johannes Matthias Sperger, österreichischer Komponist (* 1750)
- 21. Mai: Joseph Wölfl, österreichischer Pianist und Komponist (* 1773)
- 24. Juli: Joseph Schuster, deutscher Opernkomponist (* 1748)

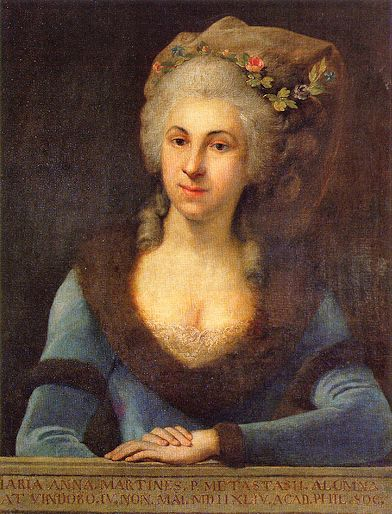
Marianna Martines; † 13. Dezember

- 18. August: Jean-Joseph Rodolphe, elsässischer Hornist, Geiger, Komponist und Musikpädagoge (* 1730)
- 19. August: Vincenzo Righini, italienischer Komponist (* 1756)
- 03. Oktober: Pierre Dallery, französischer Orgelbauer (* 1735)
- 13. Oktober: Arnold Ignaz Ernst Ferdinand Cajetan Theodor, deutscher Schriftsteller und Organist (* 1774)
- 05. November: Lorenzo Gibelli, italienischer Komponist, Sänger und Gesangslehrer (* 1718)
- 13. Dezember: Marianna Martines, österreichische Komponistin, Cembalistin und Sängerin (* 1744)
- 00. Dezember: Michel Joseph Gebauer, französischer Komponist, Professor und Oboist (* 1765)

### Genaues Todesdatum unbekannt
- Franz Xaver Blyma, tschechischer Komponist, Geiger und Dirigent (* um 1770)